# Viễn Đông Nga

Quận Viễn Đông Liên bang (màu đỏ)

Viễn Đông Nga (tiếng Nga: Да́льний Восто́к; phát âm [ˈdalʲnʲɪj vʌˈstok]) hay Transbaikalia là một thuật ngữ chỉ những vùng của Nga ở Viễn Đông, ví dụ, những vùng cực đông của Nga, giữa Hồ Baikal ở Trung Siberia, và Thái Bình Dương. Vùng liên bang Viễn Đông của Nga, bao phủ vùng này, không nên bị nhầm lẫn với Vùng liên bang Siberia.

## Thuật ngữ

### Tại Nga
Tại Nga, vùng thường được gọi là "Viễn Đông", dễ gây nhầm lẫn với ý nghĩa quốc tế của Viễn Đông khi phiên dịch. Viễn Đông thường được gọi trong tiếng Nga là "Vùng châu Á Thái Bình Dương" (Азиатско-тихоокеанский регион, viết tắt theo АТР), hay "Đông Á" (Восточная Азия).

## Các đặc điểm địa lý
- Miệng núi lửa Beyenchime-Salaatin
- Núi lửa Klyuchevskaya Sopka
- Rãnh Kuril-Kamchatka

## Lịch sử

### Buổi đầu lịch sử
Nga đã mở ra tới bờ biển Thái Bình Dương năm 1647 với việc thành lập Okhotsk, và củng cố sự kiểm soát của họ với Viễn Đông Nga vào thế kỷ 19.

### Lãnh thổ
Cho tới năm 2000, Viễn Đông Nga vẫn không có các biên giới được quy định chính thức. Một thuật ngữ duy nhất "Siberia và Viễn Đông" (Сибирь и Дальний Восток) thường được dùng để chỉ các vùng của Nga nằm ở phía đông dãy Ural mà không chỉ ra một sự phân biệt rõ ràng giữa "Siberia" và "Viễn Đông." Nhiều thực thể với cái tên "Viễn Đông" đã tồn tại ở nửa đầu thế kỷ 20, tất cả với các biên giới hoàn toàn khác biệt:
- 1920–1922: Cộng hoà Viễn Đông (bao gồm Transbaikalia, Amur, Primorskaya Oblast, Sakhalin, và Kamchatka);
- 1922–1926: Quận Viễn Đông (gồm Pribaykalskaya, Amurskaya, Primorskaya, Sakhalinskaya, và Kamchatskaya guberniya);
- 1926–1938: Krai Viễn Đông (gồm Primorsky Krai và Khabarovsk Krai ngày nay).

Từ năm 1938 tới năm 2000, không có thực thể chính thức với cái tên này và thuật ngữ "Viễn Đông" được sử dụng một cách lỏng lẻo.
Năm 2000, các thực thể liên bang của Nga được gộp vào trong các vùng liên bang, và Vùng liên bang Viễn Đông được thành lập, gồm Amur, Khu tự trị Chukotka, Tỉnh tự trị Do Thái, Kamchatka, Khu tự trị Koryak, Khabarovsk Krai, Magadan, Primorsky Krai, Cộng hoà Sakha (Yakutia), và Sakhalin. Từ năm 2000, thuật ngữ "Viễn Đông" ngày càng được dùng nhiều ở Nga để chỉ quận này, dù nó cũng thường được dùng một cách lỏng lẻo hơn.
Các biên giới được xác định của quận liên bang, Viễn Đông có diện tích 6.2 triệu km² — chiếm một phần ba tổng diện tích của Nga.

## Nhân khẩu

### Dân số
Theo cuộc Điều tra dân số năm 2002, Quận Viễn Đông Liên bang có dân số  6,692,865 người.
Hầu hết số này tập trung ở các vùng phía nam. Với diện tích rất to lớn của lãnh thổ Viễn Đông Nga, 6.7 triệu người người ở đây có mật độ dân số chỉ hơn 1 người trên 1 km², khiến Viễn Đông Nga là một trong những nơi có dân cư thưa thớt nhất thế giới. Dân số Viễn Đông Nga đã suy giảm nhanh chóng từ sự sụp đổ của Liên Xô (thậm chí nhanh hơn mức trung bình của toàn nước Nga), giảm 14% trong 15 năm qua. Chính phủ Nga đã thảo luận một loạt các chương trình tái cấu trúc dân số để tránh sự dự báo dân số sẽ chỉ còn 4.5 triệu người vào năm 2015, hy vọng thu hút số dân cư Nga từ các quốc gia lân cận.
Sắc tộc Nga và Ukraina chiếm đa số dân cư.
75% dân số sống tại đô thị. Các thành phố lớn nhất là (tất cả các con số đều lầy theo cuộc điều tra dân số năm 2002):
- Vladivostok (dân số 594,701);
- Khabarovsk (dân số 583,072);
- Komsomolsk-na-Amure (dân số 281,035);
- Blagoveshchensk (dân số 219,221);
- Yakutsk (dân số 210,642);
- Petropavlovsk-Kamchatsky (dân số 198,028);
- Yuzhno-Sakhalinsk (dân số 177,682);
- Nakhodka (dân số 177,133);
- Ussuriysk (dân số 157,759).

### Các nhóm sắc tộc truyền thống
Các nhóm sắc tộc truyền thống của Viễn Đông Nga gồm (được gộp theo nhóm ngôn ngữ):
- Turk: người Sakha
- Eskimo-Aleut: người Aleut, người Yupik Siberia (Yuit)
- Chukotko-Kamchadal: người Chukchi, người Koryak, người Alutor, người Kerek, người Itelmen
- Tungus: người Evenk, người Even, người Nanai, người Oroch, người Ul'chs, người Udegey, người Orok
- Tách biệt: người Yukaghir, người Nivkh, người Ainu